# Eszter Békési
Eszter Békési (Debrecen, 19 de enero de 2002) es una deportista húngara que compite en natación, especialista en el estilo braza. Ganó dos medallas en el Campeonato Europeo de Natación de 2024, plata en 4 × 100 m estilos y bronce en 4 × 100 m estilos mixto.

## Palmarés internacional
| Campeonato Europeo | Campeonato Europeo | Campeonato Europeo | Campeonato Europeo      |
| Año                | Lugar              | Medalla            | Prueba                  |
| ------------------ | ------------------ | ------------------ | ----------------------- |
| 2024               | Belgrado (Serbia)  | Medalla de plata   | 4 × 100 m estilos       |
| 2024               | Belgrado (Serbia)  | Medalla de bronce  | 4 × 100 m estilos mixto |